# هرمن تیمیخ
هرمان تیمیخ (انگلیسی: Hermann Thimig؛ ۳ اکتبر ۱۸۹۰ – ۷ ژوئیهٔ ۱۹۸۲) یک هنرپیشه اهل اتریش بود. وی بین سال‌های ۱۹۱۶ تا ۱۹۶۷ میلادی فعالیت می‌کرد.
از فیلم‌ها یا برنامه‌های تلویزیونی که وی در آن نقش داشته است می‌توان به عروسک، گربه وحشی، محاکمه، شعله، موسیقی رقص اشاره کرد.